# Ростовский переулок (Киев)
Ростовский переулок (укр. Ростовський провулок) — исчезнувший переулок в Подольском районе города Киева, местности Кинь-Грусть, посёлок Шевченко. Пролегал от улицы Сошенко до Пуща-Водицкого переулка.

## История
Возник в середине XX века, назывался 892-а Новая улица. Название Ростовский переулок получил в 1950-х годах. Ликвидирован в 1980-х годах, фактически присоединен к Ростовской улице, ныне — переулок без названия.